# Zdenko von Forster zu Philippsberg
Zdenko von Forster zu Philippsberg, též Zdenko von Forster nebo Emanuel Forster (6. června 1860 Praha – 15. ledna 1922 Vídeň) byl rakousko-uherský, respektive předlitavský šlechtic, státní úředník a politik, v letech 1908–1909, opětovně 1911–1916 a 1916–1917 ministr železnic.

## Biografie
Jeho otcem byl Emanuel Forster, notář, šlechtic a politik.
Patřilo mu panství a zámek v obci Kojšice v Čechách. Vystudoval práva a roku 1881 nastoupil jako poštovní úředník. Od roku 1896 pracoval na nově zřízeném ministerstvu železnic.
Vrchol jeho politické kariéry nastal, když se za vlády Richarda Bienertha stal ministrem železnic coby pověřený provizorní správce rezortu. Funkci zastával v období 15. listopadu 1908 – 10. února 1909. Do kabinetu se vrátil za vlády Karla Stürgkha, kdy byl od 3. listopadu 1911 do 21. října 1916 opět ministrem železnic. Po několikaměsíční přestávce se pak znovu stal ministrem železnic ve vládě Heinricha Clam-Martinice a funkci zastával od 20. prosince 1916 do 22. června 1917. Jako ministr se zasloužil o výstavbu objízdných železničních tratí ve vídeňském železničním uzlu a provedl další administrativní změny v řízení drah.